# Jenny McCarthy
 Der er for få eller ingen kildehenvisninger i denne artikel, hvilket er et problem. Du kan hjælpe ved at angive troværdige kilder til de påstande, som fremføres i artiklen.

Jennifer Ann McCarthy (født 1. november 1972) er en amerikansk skuespiller, fotomodel, tv-vært, forfatter, manuskriptforfatter, og antivaccinationsaktivist.

## Karriere
I 1992, da McCarthy var sygeplejerskestuderende på Southern Illinois University, sendte hun et billede til Playboy i et forsøg på at tjene til sin uddannelse. Hun blev udvalgt til at være midtersidepige i oktoberudgaven i 1993, og blev derefter Playmate of the year i 1994. Hendes succes som model førte til at hun forlod college og flyttede til Los Angeles for at skabe sig en karriere inden for underholdningsbranchen.
I 1995 blev McCarthy indkaldt til MTV for at være programleder i en ny tv-serie, Singled Out. Hun blev en populær person i serien på grund af sit flotte udsende og sin gode humoristiske sans. McCarthy havde to tv-serier som varede kun en kort tid, The Jenny McCarthy Show og Jenny, sidstnævnte var en sitcom. Hun har også optrådt i flere film, for det meste i små biroller. Hun har også skrevet to bøger, Jen-X (1997), en selvbiografi, og Belly Laughs: The Naked Truth About Pregnancy and Childbirth (2004).
McCarthy skrev og medvirkede i filmen Dirty Love som havde premiere på Sundance Film Festival i 2005. Filmen modtog megen negativ kritik, og tjente under $100.000 på billetsalg. I 2005 medvirkede hun desuden i tv-serien The Bad Girl's Guide.
I bogen Jen-X afslørede Jenny, at når det kom til modelarbejde, var hun ikke "særlig komfortabel med nøgenhed". Ti år efter at hun var Playmate, poserede hun imidlertid igen for Playboy og optrådte i januarudgaven i 2005.

## Privatliv
McCarthy var gift med Ray Manzella, som også var hendes manager. Parret blev skilt og siden giftede McCarthy sig med John Mallory Asher den 11. september 1999. De fik en søn, Evan, født 18. maj 2002, som blev diagnosticeret som autist. I august 2005 blev McCarthy og Asher skilt.
Hun er vegetar.

## Filmografi
| År   | Titel                                   | Rolle                 | Noter             |
| ---- | --------------------------------------- | --------------------- | ----------------- |
| 1995 | Things to Do in Denver When You're Dead | Blond sygeplejerske   |                   |
| 1996 | The Stupids                             | Glamorøs skuespiller  |                   |
| 1998 | BASEketball                             | Yvette Denslow        |                   |
| 1999 | Diamonds                                | Sugar                 |                   |
| 2000 | Scream 3                                | Sarah Darling         |                   |
| 2000 | Python                                  | Francesca Garibaldi   | TV-film           |
| 2001 | Thank Heaven                            | Julia                 |                   |
| 2002 | Crazy Little Thing                      | Whitney Ann Barnsley  |                   |
| 2003 | Scary Movie 3                           | Katie Embry           |                   |
| 2005 | Dirty Love                              | Rebecca Sommers       |                   |
| 2006 | Lingerie Bowl                           | —                     | TV-film           |
| 2006 | John Tucker Must Die                    | Lori Spencer          |                   |
| 2006 | Santa Baby                              | Mary Class/Mary Claus | TV-film           |
| 2008 | Wieners                                 | Fru Isaac             |                   |
| 2008 | Witless Protection                      | Connie                |                   |
| 2009 | Santa Baby 2: Christmas Maybe           | Mary Class/Mary Claus | TV-film           |
| 2011 | A Turtle's Tale: Sammy's Adventures     | Shelly                | Stemmeskuespiller |
| 2015 | Tooken                                  | Hende selv            |                   |

### TV
| År                    | Titel                               | Noter                                                                                            |
| --------------------- | ----------------------------------- | ------------------------------------------------------------------------------------------------ |
| 1995                  | Mr. Show                            |                                                                                                  |
| 1995–1997             | Singled Out                         | Vært                                                                                             |
| 1996                  | Wings                               | Dani                                                                                             |
| 1996                  | Baywatch                            | "Freefall" som April Morelli "Beachblast" som hende selv                                         |
| 1997                  | The Jenny McCarthy Show             |                                                                                                  |
| 1997–1998             | Jenny                               | Hovedrolle                                                                                       |
| 1998                  | The Big Breakfast                   |                                                                                                  |
| 1999                  | Home Improvement                    | "Young at Heart" som Alex                                                                        |
| 2000                  | Just Shoot Me!                      | "Brandi, You're a Fine Girl" som Brandi/Bert                                                     |
| 2001                  | Honey Vicarro                       | Pilotafsnit                                                                                      |
| 2003                  | Unavngiven Jenny McCarthy Project   | Pilotafsnit                                                                                      |
| 2003                  | Charmed                             | Mitzy Stillman episode Power Of Three Blondes                                                    |
| 2003                  | Fastlane                            | Gretchen Bix episode "Popdukes"                                                                  |
| 2003                  | Less than Perfect                   |                                                                                                  |
| 2003–2004             | One on One                          |                                                                                                  |
| 2004                  | Hope & Faith                        |                                                                                                  |
| 2004                  | Wild Card                           | 2 episoder som Candy LaRue i "Queen Bea" og "Candy Land"                                         |
| 2005                  | Stacked                             |                                                                                                  |
| 2005                  | What I Like About You               | Michelle (How to Succeed in Business Without Really Trying to Be a Lesbian; sæson 3, episode 12) |
| 2005                  | The Bad Girl's Guide                | Annulleret efter seks episoder                                                                   |
| 2005–2006             | Party @ the Palms                   |                                                                                                  |
| 2006                  | My Name Is Earl                     |                                                                                                  |
| 2006–2007             | Tripping the Rift                   | Lagde stemme til Six                                                                             |
| 2007–2008, 2010, 2011 | Two and a Half Men                  | Courtney, Charlies kæreste                                                                       |
| 2008                  | Saturday Night's Main Event         | Saturday Night's Main Event XXXVI                                                                |
| 2009                  | Chuck                               | Episode "Chuck vs. the Suburbs"                                                                  |
| 2010–present          | Dick Clark's New Year's Rockin' Eve | Times Square-korrespondent                                                                       |
| 2012                  | The Price Is Right                  |                                                                                                  |
| 2012                  | Windy City Live                     |                                                                                                  |
| 2012                  | Love in the Wild                    |                                                                                                  |
| 2012                  | Extreme Makeover: Home Edition      |                                                                                                  |
| 2012                  | Surprise with Jenny McCarthy        |                                                                                                  |
| 2013                  | The Jenny McCarthy Show             | Talkshow                                                                                         |
| 2013                  | The View                            | Talkshow                                                                                         |
| 2014–present          | Wahlburgers                         | Hende selv                                                                                       |
| 2015–present          | Donnie Loves Jenny                  | Hende selv                                                                                       |
| 2017                  | Return of the Mac                   | Hende selv                                                                                       |

### Computerspil
- Command & Conquer: Red Alert 3 (2008) – Specialagent Tanya[7][8][9]